# Sima Yan
Sima Yan (chiń. 司馬炎; pinyin Sīmǎ Yán; ur. 236, zm. 289 lub 17 maja 290) – chiński polityk i wojskowy, założyciel Zachodniej dynastii Jin.
Był jednym z generałów ostatniego władcy Państwa Wei, Yuandi. W 265 w wyniku przewrotu pałacowego obalił go i ogłosił się cesarzem pod imieniem Wudi (武帝). Po wstąpieniu na tron poświęcił się sprawom haremu, który miał liczyć podobno aż 10 000 kobiet. Jedną z nielicznych jego decyzji administracyjnych było nadanie uposażeń swoim piętnastu synom.
Za panowania Sima Yana doszło do krótkotrwałego zjednoczenia Chin pod rządami Zachodniego Jin (280). W tym samym roku przeprowadzono również spis ludności, który wykazał 16 mln mieszkańców.